# Liste der Freescale-Produkte
Dies ist eine nicht ganz vollständige Liste der Freescale Semiconductor (ehemals Motorola) bis etwa 2004.

## Mikroprozessoren

### Frühe Mikroprozessoren
- Motorola MC14500B Industrial Control Unit (ICU) (ein Bit)
- Motorola 6800 (8 Bit)
- Motorola 6802/6808 (8 Bit)
- Motorola 6809 (8/16 Bit)

### 68000 Serie (CISC)
- Motorola 68000 (16/32 Bit)
- Motorola 68008 (8/16/32 Bit)
- Motorola 68010 (16/32 Bit)
- Motorola 68012 (16/32 Bit)
- Motorola 68020 (32 Bit)
- Motorola 68030 (32 Bit)
- Motorola 68881 (FPU)
- Motorola 68882 (2. Generation FPU)
- Motorola 68040 (w/FPU)
- Motorola 68060 (w/FPU)

### 88000 Serie (RISC)
- Motorola 88100/88110

### PowerPC Serie (RISC)
32/64-Bit-Architektur, in Kooperation mit IBM.
- PPC 601 (≙ “G1”)
- PPC 603/PPC 603ev (≙ “G2”)
- PPC 604/PPC 604e/PPC 604ev
- PPC 620
- PPC 740/750/745/755 (“PowerPC G3”)
- PPC 7400/7410/7450/7455/7457/7447A/7448 (“PowerPC G4”)

## Mikrocontroller

### 6800 basierend

#### 8 Bit
- Motorola 6801/6803
- Motorola 6804
- Motorola 6805/146805
- Motorola 68HC05 (CPU05)
- Freescale 68HC11 (CPU11)
- Freescale 68HC08 (CPU08) 0,65-µm-, 0,5-µm- und 0,25-µm-Technologien
- Freescale S08 (CPUS08) 0,25 µm
- Freescale RS08 (CPURS08) 0,25 µm – basiert auf dem RS08-Kern und ist ein S08 mit einer eingeschränkten CPU. Weiterhin verfügt sie über einen kleineren Instruktionen-Satz für geringere Kosten bei der Herstellung.

#### 16 Bit
- Freescale 68HC16 (CPU16)
- Freescale 68HC12 (CPU12)
- Freescale S12 (CPU12)
- Freescale S12X (CPU12X-1)
- Freescale S12XE (CPU12X-2)

### 68000 basierend
- Freescale 683XX
- Freescale DragonBall
- Freescale ColdFire

#### M·CORE basierend
Die M·CORE basierten RISC-Mikrocontroller sind 32-Bit-Prozessoren die speziell für stromsparende Anforderungen entworfen wurden.
Die M·CORE-Familie sowie die 68000-Familie haben einen “user mode” und einen “supervisor mode”. In beiden Modi sind ein 32-Bit-PC und 16 32-Bit breite Register nutzbar.
Der Instruktionensatz des M·CORE weicht sehr von der 68000-Familie ab. Der M·CORE ist eine vollständige  load-store machine Architektur mit 16-Bit-Instruktionen während die Instruktionen der 68000-Familie unterschiedliche Länge besitzen. 68000 Assembler Quellcode kann allerdings problemlos/automatisch in M·CORE Assembler umgewandelt werden.
Der M·CORE-Prozessorkern ist von Atmel für Smart Cards lizenziert worden.
- MMC2001
- MMC2114

### PowerPC basierend
- Freescale MPC5xx
- Freescale MPC512x (e300 core)
- Freescale MPC52xx (e300 core)
- Freescale MPC55xx (e200 core)
- Freescale MPC8xx (PowerQUICC)
- Freescale MPC82xx (PowerQUICC II, G2 core)
- Freescale MPC83xx (PowerQUICC II Pro, e300 core)
- Freescale MPC85xx (PowerQUICC III, e500 core)
- Freescale MPC86xx (e600 core)
- Freescale MPC87xx (future e700 core)
- Freescale Pxxxx ( QorIQ, e500 core(s))

### ARM basierend

#### ARM7TDMI basierende Mikrocontroller für Fahrzeuge
- MAC71xx
- MAC72xx

#### i.MX (DragonBall MX)
ARM9/11 sowie Cortex-A8/A9 basierende Multimedia-Prozessoren.
- i.MX1 Serie (ARM920 basiert, z. B. MC9328MX1)
- i.MX2 Serie (ARM926 basiert, z. B. MC9328MX21)
- i.MX3 Serie (ARM11 basiert, z. B. MCIMX37)
- i.MX5 Serie (Cortex-A8 basiert, z. B. MCIMX515)
- i.MX6 Serie (Cortex-A9 basiert, z. B. MCIMX6 quad)

### TPU und ETPU Module
Die Time Processing Unit (TPU) und die Enhanced Time Processing Unit (eTPU) sind größtenteils autonome Timing-Komponenten die sich in einigen Freescale-Produkten befinden.
- MC68832 (TPU)
- MPC5554 (PowerPC) (eTPU)
- MCF5232, MCF5233, MCF5234, MCF5235 (ColdFire) (eTPU)
- MC68HC16 (Motorola 6800) (TPU)

## DSPs
Anmerkung: Die 56XXX-Serie ist weithin als 56000-Serie bekannt (auch 56k genannt). 

### 56000 Serie
- Motorola DSP560XX (24 Bit)
- Motorola DSP563XX (16/24 Bit)
- Motorola DSP566XX (16 Bit)
- Motorola DSP567XX (Digital Signal Controller)
- Motorola DSP568XX (Digital Signal Controller)

### 96000 Serie
- Motorola DSP96XXX (32 Bit)

### StarCore Serie
- MSC8101/3 Single SC140 Core, 300 MHz
- MSC8102 Quad SC140 Core, 275 MHz (eingestellt)
- MSC8122/26 Quad SC140 Core, 500 MHz
- MSC711x Single SC1400 Core, 200/300 MHz
- MSC8144 Quad SC3400 Core, 1 GHz

## RCFs
- MRC6011